# Dolejší Kunčice

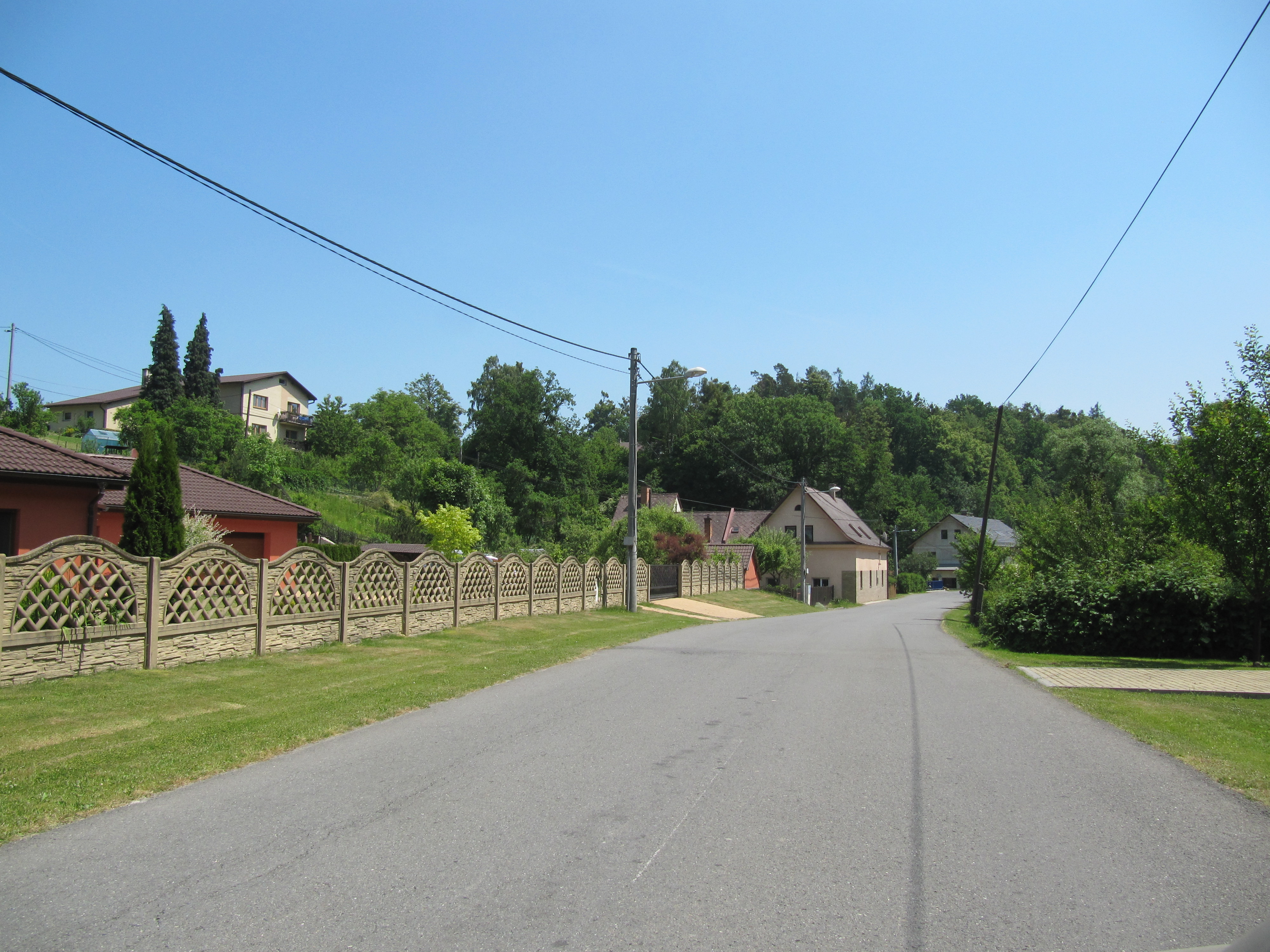
Dorfstraße

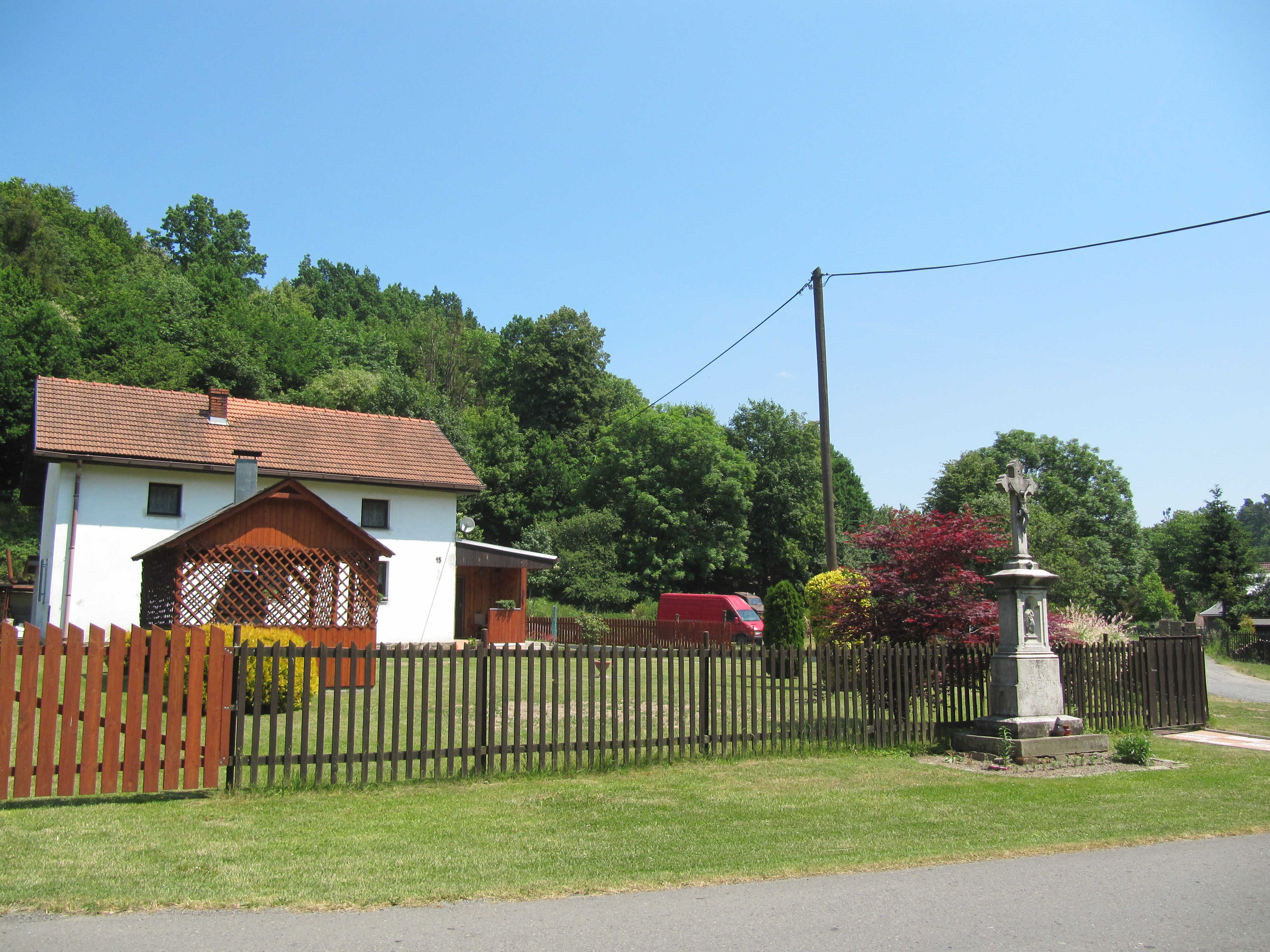
Haus Nr. 15

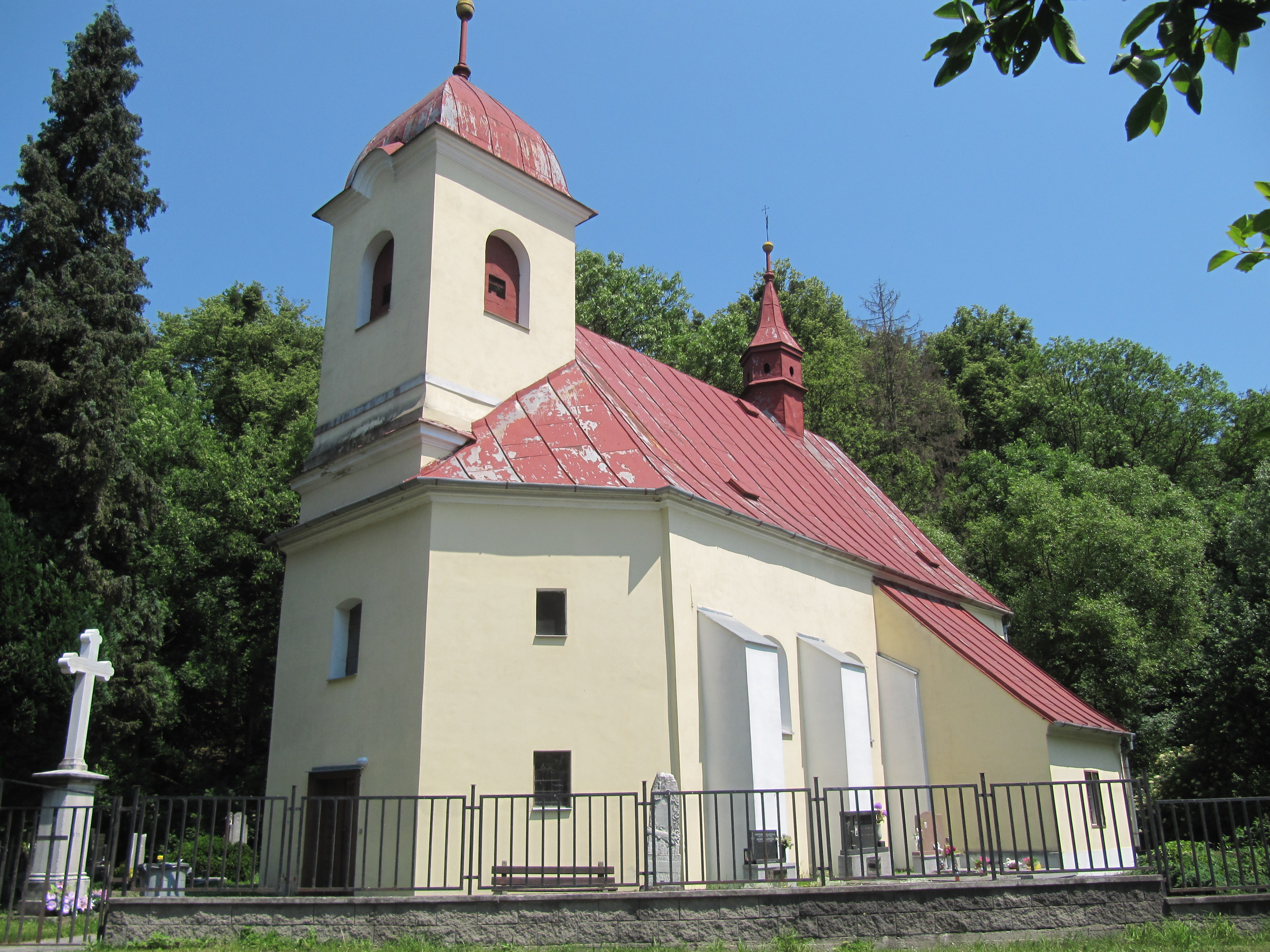
Kirche des hl. Laurentius

Dolejší Kunčice, bis 1950 Kunčice (deutsch Kunzendorf, auch Kunzendorf an der Steinbach, 1939–1945 Kunzendorf I) ist ein Ortsteil der Stadt Fulnek in Tschechien. Er liegt sechs Kilometer nordwestlich von Fulnek und gehört zum Okres Nový Jičín.

## Geographie
Der als Hufendorf angelegte Ort erstreckt sich auf einer Länge von zwei Kilometern in der Vítkovská vrchovina (Wigstadtler Bergland) im Tal des Baches Husí potok (Steinbach), dem am unteren Ortsausgang der Bach Červenka zufließt. Nordöstlich erheben sich die Vrchy (Oberhubenberg, 540 m n.m.) und im Südosten der Za Duškem (Viehberg, 473 m n.m.). Das Dorf liegt im Naturpark Oderské vrchy.
Nachbarorte sind Větřkovice (Dittersdorf) und Jančí (Jantsch) im Norden, Gručovice (Groitsch) im Nordosten, Vrchy (Waltersdorf) und die Wüstung Húby (Hubenhof) im Osten, Děrné (Tyrn), Fulnek, Jerlochovice (Gerlsdorf) und Moravské Vlkovice (Mährisch Wolfsdorf) im Südosten, Slezské Vlkovice (Schlesisch Wolfsdorf) im Süden, Véska (Dörfel) und Kamenka (Kamitz) im Südwesten, Klokočov (Groß Glockersdorf) im Westen sowie Vítkov (Wigstadtl), Horní Ves (Oberdorf) und Nové Vrbno (Neu Würben) im Nordwesten.

## Geschichte
Das Dorf wurde im Jahre 1301 durch die Benediktinerpropstei Brzezow nach Leobschützer Recht gegründet und nach dem durchfließenden Bach mit Steinbach bezeichnet. Zum Gründungszeitpunkt gehörte das Dorf wahrscheinlich zu dem an das Olmützer Domkapitel verpfändeten Teil des Semislavův újezd. Später erhielt das Dorf einen anderen Namen und wurde vermutlich nach seinem Lokator Kunze benannt. Dieser ist bereits in der Gründungsurkunde durch den Propst Lupus namentlich erwähnt. In dem mit der Propstei geschlossenen Lokationsvertrag wurde dem „Kunze“ das Amt des Richters übertragen; zugleich erhielt er für sich und seine Nachkommen eine erbliche und freie Hube mit dem Recht der Ansiedlung je eines Fleischers, Bäckers, Schmiedes und Schusters sowie einer Schänke und zwei Mühlen. Zu späterer Zeit bildete sich zu dem Lokator eine Legende, wonach dieser ein Schildknappe namens „Chunrad“ war, der 1278 einem Ritter Bertold von Füllstein in der Schlacht auf dem Marchfeld das Leben gerettet habe und dafür von diesem zum Dank mit einem Waldstück zur Rodung und Ortsgründung sowie einer freien Erbrichterei ausgestattet worden sein soll.
Im Jahre 1412 wurde das Dorf – erstmals unter den Namen Kunczendorff – unter den Besitzungen der Propstei Brzezow aufgeführt. Im selben Jahre überließ der Propst Stephan dem Kunzendorfer Erbrichter die zuvor schon im Besitz seiner Vorfahren befundene Siedlung Goldseyfen für treue Dienste erblich. Beim Einfall der Hussiten nach Nordmähren zu Beginn des Jahres 1427 wurden das Kloster und die Kirche in Brzezow zerstört; die Propstei erlosch. Auch die Siedlung Goldseyfen fiel zu dieser Zeit wüst. Die Güter der Probstei wurden nach 1428 zwischen den Herrschaften Grätz und Fulnek aufgeteilt. Jan (VI.) von Krawarn auf Titschein und Fulnek erwarb dabei neben Groitsch und dem erloschenen Goldseyfen auch Kunzendorf. Später gehörte das Dorf zu den Besitzungen des Latzek von Sternberg auf Odra, der die Herrschaft Fulnek 1441 dem Troppauer Herzog Wenzel II. überließ. Herzog Johann II. verpfändete die Herrschaft Fulnek 1456 an Johann d. Ä. Czapek von Krumsin auf Waltersdorf, der sie wenig später an die Brüder Zdenko und Johann Kostka von Postupitz veräußerte und neben dem größten Teil von Waltersdorf nur das landtäflige Gut Kunczendorff für sich behielt. Danach wechselten sich verschiedene Adelsfamilien und auch Troppauer Patrizier als Besitzer des Gutes ab, das zum Ende des 15. Jahrhunderts ein Mannlehen der mährischen Herrschaft Fulnek wurde.
Als 1493 zur Beilegung des Streites wegen der Einlegung der Herrschaften Fulnek und Odra in die mährische Landtafel eine neue Grenzziehung zwischen Mähren und dem Herzogtum Troppau vorgenommen wurde, verblieb das Gut Kunčice bei Schlesien; die Grenze zu Mähren verlief anderthalb Kilometer östlich von Kunčice auf den Hügeln über dem Tal der Červenka, sowie nordwestlich des Dorfes zur Exklave Goldseifen. Johann d. Ä. Czapek von Krumsin vererbte 1498 die Güter Waltersdorf und Kunčice seinem Sohn Johann d. J. Czapek von Krumsin, während die Tochter Margarethe Wolfsdorfer von Bernsdorf das Gut Damadrau erhielt. Seit der ersten Hälfte des 16. Jahrhunderts besaß die Familie Teltschik die Kunzendorfer Erbrichterei; ob es sich dabei um Nachfahren des Lokators Kunze handelt, ist nicht nachvollziehbar, da zuvor die jeweiligen Erbrichter nur beim Vornamen genannt wurden. Johann d. J. Czapek verstarb 1527. Seine Tochter Katharina klagte 1528 das ihr zugefallene Gut Kunčice von ihrer Mutter Hedwig von Velevsi beim Landrecht ein und heiratete im selben Jahr Georg Kolesa von Rakau. 1529 nahm sie ihren Mann auf das Gut in Gütergemeinschaft. 1536 bestätigten die Eheleute Kolesa dem Erbrichter Jakob Teltschik d. Ä. dessen alte Rechte und Privilegien. Georg Kolesa verpfändete das Gut nach dem Tod seiner Frau an Heinrich Schip von Branitz auf Stettin und Hrabin.
Auf dem schlesischen Fürstentag von 1541 beschwerten sich die schlesischen Stände bei König Ferdinand I. über Joachim Rosenhain, der sein Gut Kunczendorf in der mährischen Landtafel eingelegt hatte. Aus dieser Beschwerde geht nicht eindeutig hervor, um welchen der zahlreichen Orte dieses Namens es sich handelt, jedoch besteht wegen der Lage im mährisch-schlesischen Grenzgebiet die hohe Wahrscheinlichkeit, dass damit das heutige Dolejší Kunčice gemeint ist. Es wird angenommen, dass Heinrich Schip von Branitz das verpfändete Gut wieder auslöste. Sein Sohn Georg Schip von Branitz verhandelte 1557 mit Johann Thomas von Zwole erfolglos über den Verkauf des Gutes, das dann Georgs Bruder Jaroslaw Schip von Branitz zufiel. Die Stände erneuerten auf dem schlesischen Fürstentag von 1563 ihre Beschwerde an König Maximilian II. wegen der nach ihrer Ansicht weiterhin ungeklärten Einverleibung der Güter Kunczendorf, Hotzenplotz, Katscher und Fulnek in die mährische Landtafel; im Gegensatz zu den anderen erwähnten Gütern blieb Kunczendorf letztendlich bei Schlesien. Im Jahre 1565 geriet der Erbrichter Jakob d. J. Teltschik mit dem Grundherrn Jaroslaw Schip von Branitz auf Stettin wegen der ihm zinspflichtigen zwei Mühlen und der beiden Robotbauern in Streit. Nachdem 1566 ein Verkauf des Gutes an den Besitzer der Herrschaft Odra, Balthasar von Schweinitz und Pilmsdorf, nicht zustande kam, verpfändete Jaroslaw Schip Kunczendorf 1574 zunächst an den Troppauer Bürger Daniel Matzak. Kurz danach veräußerte er das Gut an Georg Tworkowski von Krawarn auf Radun. Die Kunzendorfer Untertanen lehnten sich gegen den neuen Grundherrn auf, verweigerten die Robotdienste und beriefen sich dabei auf die von Georg Kolesa verliehene Handfeste; zudem verweigerten sie auch den bestellten Abschätzern den Zutritt zu den Grundstücken. Zu dieser Zeit war bereits Jakobs Sohn Markus Teltschik Erbrichter von Kunczendorf.
Im Jahre 1577 verhandelte das Troppauer Landrecht über die Kunzendorfer Streitigkeiten. Zum einen bestätigte es das Recht des Erbrichters auf die beiden Robotbauern und die Mühlen. Andererseits wurde entschieden, dass die Kunzendorfer Untertanen keine Befreiung von der Zug- und Fußrobot zum Bauen sowie von Wachdiensten genossen und sie diese Dienstbarkeiten, die sie zuvor unter den Herren Schip auf dem Schloss Stettin abgeleistet hatten, nun auch gegenüber Georg Tworkowski von Krawarn auf dem Schloss Radun zu erbringen hatten. Außerdem wurde Georg Tworkowski das Recht einer Bestrafung der aufrührerischen Untertanen zuerkannt; wie diese ausfiel, ist nicht überliefert, zumindest eine Anhebung der Robot ist nachweisbar. Der Erbrichter Markus Teltschik wurde wegen mehrmaligen Ungehorsams gegenüber dem Grundherrn eingekerkert und es wurde ihm auferlegt, bis zum Georgstag 1577 die Erbrichterei mit einer würdigeren Person zu besetzen. Vermutlich verlor er in diesem Zuge auch die Obermühle, die sich seit dieser Zeit im Besitz des Grundherrn befand.
Wann die Kirche in Kunczendorf errichtet wurde, ist nicht bekannt. Ihre erste Erwähnung erfolgte 1597, als sie neu aufgebaut und vom Olmützer Bischof Stanislaus Pavlovský von Pavlovitz konsekriert wurde. Die dem Märtyrer Laurentius von Rom geweihte Kirche wurde danach von vielen Wallfahrern aufgesucht. Über die Existenz einer Pfarrei ist aus dieser Zeit nichts überliefert. Nach der Wagstädter Dekanatsmatrikel soll jedoch früher ein Pfarrhaus bestanden haben.
Die deutsche Ortsnamensform Kunzendorf ist seit 1604 nachweislich; häufig mit dem Zusatz an der Steinbach. Im Jahre 1605 kaufte der Kunzendorfer Erbrichter Michael Teltschik die Erbrichterei in Zauchtel für seinen Sohn Fabian. Die ersten Kirchenbücher wurde 1619 in Fulnek geführt, ab 1632 war die Kunzendorfer Kirche eine Filialkirche der Pfarrei Briesau. Der protestantische Grundherr Berthold Tworkowski von Krawarn eignete sich während des Dreißigjährigen Krieges eine bedeutende Geldsumme aus dem Vermögen der Kirche an. Seinem Nachfolger Hynek Wenzel Tworkowski von Krawarn verweigerte der Erbrichter Johann Teltschik 1638 die Huldigung; Tworkowski ließ den Erbrichter daraufhin in Troppau einkerkern. Hynek Wenzel Tworkowski verpfändete das Lehngut Kunzendorf zusammen mit einem Freihof bei Troppau nach 1638 an Christoph Ritter von Twardow. Nachdem der neue Pfandherr vom Erbrichter Johann Teltschik eine Schankgebühr erhob, klagte dieser 1649 am Landesgericht erfolgreich gegen diese Beschneidung seiner Schankgerechtigkeit. Um 1650 veräußerte Hynek Wenzel Tworkowski von Krawarn das Gut Kunzendorf für 5000 Taler seiner Schwester Judith Barbara Skrbenska von Hrzistie († 1659). Deren Witwer, Christoph Bernhard Skrbensky von Hrzistie auf Gotschdorf, nahm das Gut nicht selbst in Besitz, sondern überschrieb es noch zu Lebzeiten seinem Sohn Franz Albrecht Skrbensky. Als dieser 1680 verstarb, vererbte er das Gut seinem Sohn Franz Karl, der es 1696 an die Besitzerin der Herrschaft Wagstadt, Beata Elisabeth Sedlnitzky von Choltitz, verkaufte. Diese vererbte das Gut Kunzendorf 1731 ihrem Enkel Franz Wilhelm Sedlnitzky; der Erbherr auf Dluhow und Kuntzendorf ließ 1732 ein Grundbuch für Scholtz, Bauer und Müller in Kuntzendorf an der Steinbach anlegen. Nach 1733 erwarb Johann Heinrich Freiherr Henn von Henneberg auf Zauditz in einer öffentlichen Versteigerung. Zwischen dem neuen Grundherren sowie dem Erbrichter und der Gemeinde kam es zu zahlreichen Streitigkeiten. Die 1735 von den Untertanen gesuchte Ermäßigung der Grundsteuer lehnte Henn von Henneberg ab. 1747 erwarb Wenzel Karl Sedlnitzky von Choltitz auf Wagstadt das Gut und schlug es der Herrschaft Wagstadt zu. Im Jahre 1777 erbte dessen Sohn Karl Johann Nikolaus Sedlnitzky die Herrschaft Wagstadt mit den angeschlossenen Gütern. Weitere Namensformen waren Klein Kunczendorf (1663) und Kunzendorf an der Ottenbach (1790). Im Jahre 1785 wurde durch den Religionsfonds in Kunzendorf eine zum Dekanat Odrau gehörige Lokalkaplanei eingerichtet. Karl Johann Nikolaus Sedlnitzky verstarb 1790, seine Witwe verwaltete die Herrschaft Wagstadt bis 1843.
1812 kaufte der Erbrichter Franz Anton Teltschik dem Grundherrn Karl Sedlnitzky von Choltitz die Brau- und Brenngerechtigkeit des Gutes Kunzendorf ab. Teltschik braute jedoch nicht selbst, sondern verpachtete die Brauerei. Der nachfolgende Erbrichter Vincenz Teltschik häufte Schulden beim Brauereipächter Thomas Heiser an, so dass 1825 die Zwangsvollstreckung gegen den zahlungsunfähigen Erbrichter eingeleitet wurde. Die Brauerei wurde für 2600 Gulden an Vincenz Rab aus Grätz verkauft; um die Schuldsumme zu begleichen, musste Teltschik zudem noch die untere Mühle veräußern. Seit dieser Zeit erfolgte der Brauereibetrieb unabhängig von der Erbrichterei; in der zwischen der Erbrichterei und der Brauerei befindlichen Schänke (Haus Nr. 53) durfte weiterhin nur Kunzendorfer Bier ausgeschenkt werden.
Im Jahre 1834 bestand das im Troppauer Kreis gelegene und durch die mährische Herrschaft Fulnek vom übrigen Herrschaftsgebiet abgetrennte Dorf Kunzendorf aus 57, in zwei Gassen zu beiden Seiten des Steinbaches angeordneten Häusern, in denen 402 deutschsprachige und katholische Personen lebten. Haupterwerbsquellen waren der wegen der steinigen Böden wenig ertragreiche Ackerbau und die Viehzucht. Die Nutzfläche umfasste 584 Joch Ackerland, 197 Joch Hutweiden, 126 Joch Wiesen und 118 Joch Wald. Im Ort gab es eine Filialkirche, eine Lokalkaplanei, eine Schule, eine Erbrichterei und zwei Mahlmühlen. Kunzendorf war Pfarr- und Schulort für Neu Würben. 1843 erbte Karl Josef Michael Sedlnitzky von Choltitz die Herrschaft Wagstadt von seiner Mutter. Bis zur Mitte des 19. Jahrhunderts blieb Kunzendorf der Herrschaft Wagstadt untertänig. Durch die im Grundentlastungspatent vom 7. September 1848 erfolgte Aufhebung des Bierzwangs konnte der Kunzendorfer Brauereibesitzer Josef Zimmermann sein Bier auch an Schankwirtschaften der umliegenden Dörfer verkaufen.
Nach der Aufhebung der Patrimonialherrschaften bildete Kunzendorf an der Steinbach / Kunčice ab 1849 eine Gemeinde im Gerichtsbezirk Odrau. 1857 ließ der Gemeindevorsteher Andreas Brosch eine Brettsäge errichten. Im Juni 1868 brannten die Häuser Nr. 4–6, 12, 17 und 18 nieder. Ab 1869 gehörte die Gemeinde zum Bezirk Troppau. Zu dieser Zeit hatte das Dorf 341 Einwohner und bestand aus 59 Häusern. 1872 veräußerte der verschuldete Brauereibesitzer August Zimmermann die schon lange veraltete und gegen die modernen Brauereien in Wigstadtl und Odrau nicht konkurrenzfähige Kunzendorfer Brauerei für 4500 Gulden an Franz Engel, der den Brauereibetrieb im Jahr darauf einstellte und das Objekt anderweitig nutzte. Im Jahre 1886 führte der Steinbach ein schweres Hochwasser. Nach dem Brand des zur Erbscholtisei gehörigen Oberwaldes wurde 1887 eine Freiwillige Feuerwehr gegründet. Die Feuerlöschgerätehalle wurde im Jahre 1900 fertiggestellt.
Im Jahre 1900 lebten in Kunzendorf 326 Personen; 1910 waren es 354. Nach dem Zusammenbruch der k.k. Monarchie wurde die Gemeinde 1918 Teil der neu gebildeten Tschechoslowakei. Beim Zensus von 1921 lebten in den 64 Häusern der Gemeinde 362 Menschen, darunter 357 Deutsche und vier Tschechen. Seit 1922 bestand in Kunzendorf eine aktive Jugendgruppe des Bundes der Deutschen Österreichisch-Schlesiens. Im ersten Halbjahr 1933 errichtete die Jugendgruppe nach Plänen von Josef Jankowsky in Eigenleistung das hölzerne Jugendheim Kunzendorf. In den 1930er Jahren entstand unter Führung des Bauerngutsbesitzers Brosch, bei dem Konrad Henlein mehrmals zu Gast war, eine starke Ortsgruppe der Sudetendeutschen Heimatfront.
Im Jahre 1930 bestand Kunzendorf aus 64 Häusern und hatte 332 Einwohner; 1939 waren es 287. Nach dem Münchner Abkommen wurde die Gemeinde im Herbst 1938 dem Deutschen Reich zugeschlagen und gehörte bis 1945 zum Landkreis Neu Titschein. Zur Unterscheidung von einer gleichnamigen Gemeinde wurde der Ort ab 1939 mit Kunzendorf I bezeichnet.
Vor der herannahenden Front wurden die Bewohner von Kunzendorf im April 1945 nach Christdorf evakuiert, im Ort verblieben lediglich zwei Greise. Am 4. Mai 1945 nahm die Rote Armee das Dorf ein. Nach dem Ende des Zweiten Weltkrieges kam Kunčice 1945 zur Tschechoslowakei zurück. Die meisten der deutschsprachigen Bewohner wurden 1946 vertrieben und das Dorf neu besiedelt. 1949 wurde Kunčice dem Okres Vítkov zugeordnet. 1950 erfolgte die Änderung des Gemeindenamens in Dolejší Kunčice, diesmal zur Unterscheidung von Hořejší Kunčice. Im selben Jahr bestand Dolejší Kunčice aus 80 Häusern und hatte 198 Einwohner. Das ehemalige Jugendhaus wurde in den 1950er Jahren abgetragen und in die Gegend von Ostrava umgesetzt. Bei der Gebietsreform von 1960 erfolgte die Aufhebung des Okres Vítkov, seitdem gehört der Ort wieder zum Okres Nový Jičín. Zum 1. Juli 1964 erfolgte die Eingemeindung nach Vlkovice. 1970 hatte Dolejší Kunčice 175 Einwohner. Am 1. April 1976 wurde Dolejší Kunčice nach Fulnek eingemeindet. 1991 lebten in den 26 Häusern von Dolejší Kunčice 131 Personen. Beim Zensus von 2011 hatte das Dorf 130 Einwohner und bestand aus 39 Häusern.

## Ortsgliederung
Der Ortsteil Dolejší Kunčice bildet einen Katastralbezirk.

## Sehenswürdigkeiten
- Kirche des hl. Laurentius, errichtet im 18. Jahrhundert, der Turmanbau erfolgte 1792
- Pfarrhaus
- Ehemalige Brauerei
- Chaluppe Nr. 45
- Kriegerdenkmal, zwischen Pfarrhaus und Schule, enthüllt 1931, die Namenstafel wurde 1945 entfernt
- Kapelle, gegenüber dem Haus Nr. 62
- Steinernes Kreuz, vor dem Haus Nr. 15, geschaffen 1893
- Flurkreuz aus dem Jahre 1872, unter einer Linde auf einer Anhöhe zwischen den Tälern des Husí potok und des Kamenný potok am südlichsten Punkt der Gemarkung, das ursprüngliche Kreuz wurde später durch ein hölzernes ersetzt.